# E.B.
E.B. (Staffs) Ltd. war ein britischer Hersteller von Automobilbausätzen. Das Unternehmen produzierte außergewöhnlich preiswerte Kits für zwei verschiedene Fahrzeugtypen. In fünf Jahren entstanden mehr als 2000 Einheiten.

## Unternehmensgeschichte
E.B. (abgekürzt für Edwards Brothers) wurde 1959 von den Brüdern John und Wilf Edwards gegründet, zwei Jahre später beteiligte sich auch der dritte Bruder Sid Edwards an dem Unternehmen. Der Betrieb war in Tunstall in Staffordshire ansässig; die Werkshallen befanden sich in einer ausgedienten Töpferei. In den frühen 1960er-Jahren stießen die Bausätze von E.B. auf starke Nachfrage; die ersten beiden Modelle (E.B. 50 und 60) wurden jährlich in mehreren Hundert Exemplaren produziert. 1962 verkauften die Edwards-Brüder das Unternehmen an den Ingenieursbetrieb William Boulton Ltd., setzten aber zunächst die Fertigung von Bausätzen in eigener Regie fort. Zu dieser Zeit produzierte E.B. auch Karosserieteile für andere Unternehmen, unter anderem für den LKW-Hersteller ERF. 1964 wurde E.B. von ERF übernommen und in den eigenen Konzern eingegliedert. Die Produktion von Sportwagenkarosserien endete daraufhin.

## Modelle

### E.B. 50
Das erste Modell war der E.B. 50, ein kleiner zweisitziger Sportwagen, der für die Verwendung technischer Komponenten von Ford konzipiert war. E.B. lieferte lediglich die Kunststoffkarosserie. Anfänglich war kein Zubehör verfügbar, nicht einmal eine Bauanleitung war beigefügt. Der „sehr einfache“ Bausatz kostete zunächst 39 £, später wurde der Preis auf 29 £ gesenkt. Der EB50 war sehr populär; zeitweise betrug die Wartezeit auf den Bausatz 16 Wochen.

### E.B. 60
Eine verfeinerte Version war der E.B. 60, der äußerlich dem E.B. 50 entsprach. Mit seiner Einführung konnten die Kunden neben der reinen Karosserie von E.B. auch ein Chassis beziehen, wobei ein überarbeitetes Ford-Fahrgestell oder ein von E.B. selbst konstruierter Leiterrahmen zur Wahl stand. In diesem Fall lieferte E.B. auf Wunsch auch angepasste Aufhängungsteile.

### E.B. Debonair
Ein komplett eigenständiges Modell war der E.B. Debonair. Der Debonair war ein geschlossener Sportwagen mit langer Motorhaube, kurz geschnittenem Fließheck und einer hinteren Panoramascheibe. Im Vergleich zu den Modellen E.B. 50 und 60 war der Debonair deutlich hochwertiger. Zum Lieferumfang gehörten Kurbelfenster, ein mit Leder verkleidetes Armaturenbrett, ein verchromter Kühlergrill und Stoßstangen. Der Preis für den Bausatz betrug 148 £. Chassis von Ford oder E.B. waren gegen Aufpreis erhältlich. Von 1961 bis 1964 entstanden etwa 55 Exemplare des Debonair. Sein Erfolg war einer der Auslöser für die Entwicklung des Morgan Plus 4 Plus.
Das in Guildford ansässige Unternehmen LMB Components, das in erster Linie kleine offene Sportwagen produzierte, bot das Modell ab 1959 unter der Bezeichnung LMB Debonair als komplett montiertes Auto an.